# Eduardo Muñoz Ochoa
Eduardo Muñoz Ochoa (Guadalajara, 13 de octubre de 1968) es un eclesiástico católico mexicano. Es el obispo de Autlán, desde febrero de 2024. Fue obispo auxiliar de Guadalajara, entre 2020 y 2024.

## Biografía
Eduardo nació el 13 de octubre de 1968, en la ciudad mexicana de Guadalajara.
Cursó los estudios eclesiásticos en el Seminario Mayor de Guadalajara. Tras realizar estudios en la Pontificia Universidad Gregoriana (1999-2001), obtuvo la licenciatura en Teología dogmática.
En 2010, obtuvo el diplomado en "Bachillerato General por Competencias", por la Universidad de Guadalajara. Luego, en 2012, obtuvo la licenciatura en Filosofía, por la Universidad del Valle de Atemajac.

### Sacerdocio
Su ordenación sacerdotal fue el 22 de mayo de 1997, incardinándose en la arquidiócesis de Guadalajara.
- Vicario parroquial de El Señor Grande, Col 18 de marzo, Guadalajara (1997-1998).[4]
- Formador (1998-1999; 2001-2013), prefecto de Disciplina (2001-2002)[1] y director espiritual (1998-1999; 2002-2013) en el Seminario Menor de Guadalajara
- Profesor de Escatología en el Seminario Mayor de Guadalajara (2001-2013).
- Secretario del Seminario Menor de Guadalajara y del Centro Humanístico Fray Antonio Alcalde, la preparatoria del Seminario Menor (2006-2013).[3]
- Secretario de la Dimensión Episcopal para los Seminarios de la CEM y de la Organización de Seminarios de México (OSMEX) (2013-2016).
- Secretario ejecutivo de la Comisión Episcopal para Vocaciones[4] y Ministerios (CEVyM) de la Conferencia del Episcopado Mexicano (CEM) (2016-2018).
- Formador y prefecto de Disciplina; profesor de Introducción a la Filosofía y Filosofía del Lenguaje, del Seminario Mayor de Guadalajara (2018-2020).
- Director de la revista filosófica «Parresía» de la facultad del Seminario Mayor de Guadalajara (2019-2020).[4]

### Episcopado
El 27 de noviembre de 2020, el papa Francisco lo nombró obispo titular de Satafis y obispo auxiliar de Guadalajara. Fue consagrado el 22 de febrero del 2021, en el Santuario de los Mártires de Cristo Rey en Tlaquepaque, a manos del cardenal-arzobispo Francisco Robles Ortega.
- Responsable de la Dimensión Episcopal para los Seminarios y OSMEX y miembro del Consejo Nacional de Protección de Menores (2021-2024).[2]

El 7 de febrero de 2024, fue nombrado obispo de Autlán. Tomó posesión canónica el 4 de abril del mismo año, durante una ceremonia en el Seminario Diocesano de Autlán. Horas después de la ceremonia, realizó la posesión de la cátedra de la Catedral de Autlán.